# Forrest Goodluck
Forrest Goodluck (nacido el 6 de agosto de 1998) es un actor nativo americano. Es mejor conocido por interpretar a Hawk, el hijo de Hugh Glass, en la película de 2015 El renacido, su papel secundario como Adam Red Eagle, un adolescente de dos espíritus enviado a un campo de terapia de conversión, en la película británico-estadounidense de 2018 The Miseducation of Cameron Post y por interpretar al ecoterrorista Michael en la película de 2022 How to Blow Up a Pipeline.

## Primeros años de vida
Goodluck, nativo americano, nació en Albuquerque, Nuevo México. Su padre, Kevin, es navajo. La ascendencia de su madre Laurie incluye a Hidatsa, Mandan, Navajo y Tsimshian.

## Carrera
La primera experiencia actoral de Goodluck fue durante una producción de sexto grado de La Navidad de Charlie Brown en su escuela primaria: luego actuó en producciones teatrales y teatrales en la escuela media y secundaria. A los 13 años, hizo una audición para la película Man Called Buffalo, del director nativo americano Chris Eyre, que nunca llegó a producción, pero le permitió establecer contactos con futuros directores de casting.
Goodluck audicionó para el papel de Hawk en la película El renacido de 2015 cuando tenía 15 años. The Revenant fue su primer papel en un largometraje. Goodluck ganó el premio a la Mejor Actuación en un Largometraje - Actor Joven de Reparto (14-21) en la 37.ª edición de los Young Artist Awards por su papel de Hawk.
En febrero de 2016, fue elegido para aparecer en un piloto del drama de Hulu Citizen como Guero, un "graduado enjuto de las calles que actúa como el carismático y bipolar de un grupo llamado 'Baby Narcos'". En 2016, se anunció que Goodluck protagonizaría junto a Chloë Grace Moretz y Sasha Lane The Miseducation of Cameron Post. Interpretó a Saul Indian Horse en el drama Indian Horse del 2017 sobre la oscura historia de los internados canadienses y los pueblos aborígenes.
En 2023, interpretó al autodidacta experto en explosivos Michael en el thriller ecológico de Daniel Goldhaber How to Blow Up a Pipeline. Una secuencia clave de la película se rodó en la reserva donde vivía la familia del actor, afectada por la extracción de petróleo.

## Filmografía

### Películas
| Año  | Título                           | Papel              | Notas               |
| ---- | -------------------------------- | ------------------ | ------------------- |
| 2015 | El renacido                      | Hawk               |                     |
| 2016 | Ink                              | Destin             | Cortometraje        |
| 2017 | Indian Horse                     | Saul de 15         |                     |
| 2018 | The Miseducation of Cameron Post | Adam Red Eagle     |                     |
| 2018 | Mud                              | Joseph             | Cortometraje        |
| 2019 | Blood Quantum                    | Joseph             |                     |
| 2020 | I Used to Go Here                | Animal Springstine |                     |
| 2021 | Cherry                           | James Lightfoot    |                     |
| 2022 | How to Blow Up a Pipeline        | Michael            | Productor ejecutivo |
| 2023 | Pet Sematary: Bloodlines         | Manny              |                     |

### Televisión
| Año  | Título                               | Papel                 | Notas                              |
| ---- | ------------------------------------ | --------------------- | ---------------------------------- |
| 2018 | Designated Survivor                  | Solicitante wesleyano | Episodio: "Original Sin"           |
| 2020 | The Liberator                        | Cloudfeather          | Episodio: “Why We Fight”           |
| 2021 | The Republic of Sarah                | Tyler                 | Protagonista                       |
| 2022 | The English                          | White Moon            | Episodio: "Cherished"              |
| 2023 | The Proud Family: Louder and Prouder | Tyee (voz)            | Episodio: "Old Towne Road: Part 2" |
| —    | Lawmen: Bass Reeves                  | Billy Crow            |                                    |

### Videojuegos
| Año  | Título      | Papel                        |
| ---- | ----------- | ---------------------------- |
| 2020 | Tell Me Why | Michael Abila / Oficial Holt |